# Benthem (buurtschap)
Benthem is een buurtschap  in de gemeente Gemert-Bakel in de Nederlandse provincie Noord-Brabant. Deze buurtschap is gelegen aan de N607 ten westen van Bakel. Benthem bestaat vooral uit (voormalige) boerderijen en heeft geen centrum, wel een kleine conglomeratie van huizen. Benthem is ook de naam van een straat in de buurtschap.

## Zie ook

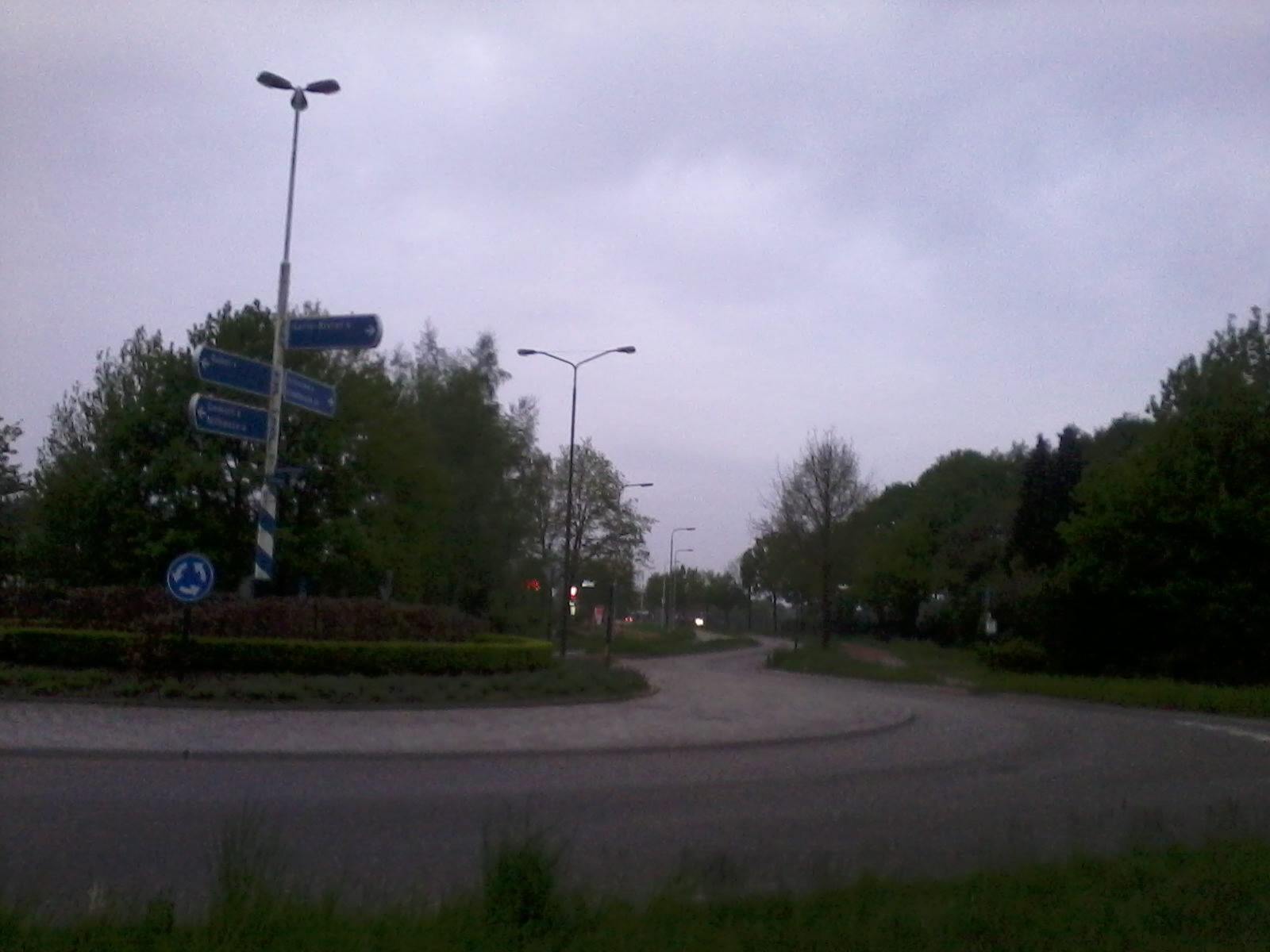
Gedeelte van de Benthem als straat en buurtschap